# Summer Girl
Summer Girl è il quinto album del gruppo pop rock statunitense Smash Mouth, pubblicato nel 2006.

## Tracce
1. The Crawl – 3:20
2. Everyday Superhero – 3:28
3. So Insane – 2:55 (Issued as a Promo Single)
4. Girl Like You – 2:22
5. Getaway Car – 2:40
6. Story of My Life – 3:21 (Issued as a Promo Single)
7. Right Side, Wrong Bed – 3:13
8. Summer Girl – 2:28
9. Hey L.A. – 2:29
10. Quality Control – 3:17
11. Beautiful Bomb – 1:50

## Formazione
- Steve Harwell - voce
- Greg Camp - chitarra, cori
- Paul De Lisle - basso, cori
- Michael Urbano - batteria (tracce 1-2, 5-6, 8-11)
- Michael Klooster - tastiere, melodica (traccia 7)
- Mark Cervantes - percussioni

### Altri musicisti
- Jason Sutter - batteria (tracce 3-4, 7)
- Hervé Salters - tastiere (tracce 1, 5)
- Leslie Lala Damage Stevens - cori (traccia 5)
- Moushumi Motor Wilson - cori (traccia 5)